# Expressão (música)
Expressão, em música, é o conjunto de todas as características de uma composição musical que podem variar de acordo com a interpretação musical. Em geral, a expressão engloba variações de andamento (cinética musical) e de intensidade (dinâmica musical), bem como a forma com que as notas são tocadas individualmente (acentuação - staccatto, tenuto, legato) ou em conjunto (articulação ou fraseado). Em geral, o compositor da obra musical fornece na partitura todas as indicações da execução esperada, mas dois intérpretes nunca executarão a música da mesma forma. Mesmo entre duas execuções pelo mesmo intérprete, podem ocorrer pequenas variações. Essas variações não são falhas; ao contrário, são esperadas, e é a expressão que diferencia uma execução mecânica, excessivamente precisa, de uma boa interpretação, que consegue transmitir as emoções planejadas pelo compositor e também as do próprio intérprete.

## Marcas de expressão
Na notação musical existe um conjunto de indicações de expressão que, combinadas, permitem ao intérprete conhecer a intenção do compositor ao criar determinada peça musical. Obviamente, o intérprete pode ignorar essas indicações e executar a música de outra forma, mas as marcas são bastante úteis quando se deseja conseguir a interpretação mais próxima do original. Geralmente, as indicações de expressão são utilizadas junto à indicação de andamento no início da composição, do movimento ou de uma seção, e fornecem uma indicação genérica do clima que deve dominar a execução. Essas indicações são apresentadas frequentemente junto à indicação de andamento, mas também podem ocorrer isoladamente. Como a maior parte dos termos da notação musical, as marcas de expressão são grafadas em italiano. Embora qualquer combinação de andamento e expressão seja possível, certas combinações são mais frequentes e são indicadas na tabela abaixo:
| Termo                   | Significado                    | Andamentos mais freqüentes  |
| ----------------------- | ------------------------------ | --------------------------- |
| Affettuoso              | com afeto, com sentimento      | andante, adagio, largo      |
| Con brio ou Con Spirito | com vigor, com espírito        | allegro, moderato, andante  |
| Cantabile               | cantando, lírico, leve         | allegro, moderato, andante  |
| Vivace                  | vivo (leve e rápido)           | allegro                     |
| Maestoso                | majestoso (notas bem marcadas) | andante, adagio             |
| Dolce                   | doce (leve e com sentimento)   | moderato, andante, adagio   |
| Agitato                 | agitado (rápido e dramático)   | presto, allegro, allegretto |
| Animato                 | animado                        | presto, allegro             |
| Bruscamente             | brusco (muito marcado)         | allegro, presto             |
| Con amore               | com amor                       | moderato, andante, adagio   |
| Con fuoco               | com fogo (vivo e agressivo)    | allegro, presto             |
| Scherzando              | brincando                      | allegro, andante            |

Notas:
1. Em alguns casos, o andamento pode ser omitido e a expressão será usada com o andamento mais freqüente. Por exemplo, vivace pode ser usado em vez de allegro vivace; ou maestoso, em vez de andante maestoso.
2. Todas essas expressões podem ser reforçadas ou abrandadas pelas seguintes marcas:

Molto - muito (ex.: allegro molto cantabile - rápido muito cantado)
Assai - muito (ex.: allegro assai - muito rápido)
Poco - um pouco (ex.: allegro poco agitato - rápido, um pouco agitado)
ma non troppo - mas não muito - em geral se usa com allegro: rápido, mas não muito.

## Cinética
Muitas composições são feitas para ser executadas em um ritmo constante e preciso, com uma pulsação imutável do início ao fim da peça. Isso era comum, por exemplo, no período barroco. Peças compostas para dança também não podem sofrer grandes variações de andamento para que os dançarinos não percam o passo. No entanto, em músicas feitas para a audição pura, como, por exemplo, o jazz, a música erudita, ou a música dramática, como a ópera e as trilhas sonoras, as variações de tempo ao longo da execução são elementos expressivos importantes. Em geral, trechos mais rápidos transmitem mais alegria, enquanto que andamentos mais lentos podem transmitir sentimentos mais melancólicos. Variações ao longo da música ajudam a transmitir mudanças de humor. São indicadas pelas expressões:
Accelerando ou, abreviadamente, accel. - acelera o andamento. A música se torna gradativamente mais rápida ao longo dessa marca (em geral, a duração da alteração é indicada por uma chave ou por uma sequencia de pontos sob a pauta (accel. . . . . . .). Ao final, pode ser estabelecido um novo andamento (por exemplo, de andante pode acelerar até allegro e permanecer no novo andamento).
Retardando ou rallentando - diminui o andamento. A música se torna gradativamente mais lenta ao longo dessa marca (em geral, a duração da alteração é indicada por uma chave ou por uma seqüência de pontos sob a pauta (rall. . . . . . .). Ao final, pode ser estabelecido um novo andamento (por exemplo, de allegro pode ralentar até andante).
A tempo ou Tempo primo - o andamento volta ao pulso inicial da música ou movimento.
Tempo rubatto - literalmente, tempo roubado. A música é executada com pequenas variações de andamento ao longo do fraseado. O intérprete escolhe a extensão da variação de acordo com o efeito desejado.

## Dinâmica
Dinâmica é a variação de intensidade sonora, ou altura, ao longo da música. Em conjunto com as marcas de expressão inicial e com as variações de andamento, pode fornecer grande expressividade à música. Por exemplo, na abertura da ópera Guilherme Tell, de Rossini, a canção se inicia lenta e doce. Um tema pastoril é tocado em baixa intensidade. Aos poucos cresce e acelera, tornando-se cada vez mais agitada e forte. Esse efeito é usado para simular a chegada de uma tempestade, que após o seu clímax, tocado em fortissimo e em andamento acelerado, volta a diminuir até tornar-se calmo e leve como o tema do início. "Depois da tempestade a bonança retorna". Sem a variação do andamento e a dinâmica, seria impossível transmitir essa imagem.
As variações de intensidade são indicadas por símbolos gráficos ou através de textos:
|  | Sforzando Denota um aumento súbito de intensidade. |
|  | Crescendo Um crescimento gradual da intensidade. Essa marca pode ser estendida ao longo de muitas notas para indicar que a altura cresça gradualmente ao longo da frase musical. |
|  | Diminuendo Uma diminuição gradual da intensidade. Pode ser estendida como o crescendo.                                                                                           |

## Articulação e acentuação
Assim como na leitura de um poema temos versos que obedecem à métrica e se dividem de acordo com a pontuação, na música devemos unir as notas em pequenos grupos que formam uma ideia musical completa. Esses grupos são chamados frases, e a forma como as frases são dispostas ao longo da música é chamada fraseado. Em geral, na música vocal, cada frase corresponde às frases do texto e permitem aos cantores respirar e exprimir as ideias da letra sem interrompê-las em pontos inadequados. Na música instrumental, embora não exista letra, a função das frases é semelhante: permitir que o ouvinte perceba a estrutura e o encadeamento dos temas e do desenvolvimento da peça.
O que permite distinguir as frases na música é a ligação ou separação de cada nota em relação às notas vizinhas. O executante pode inferir o fraseado durante o estudo da obra, mas quando o compositor deseja transmitir com precisão o fraseado desejado, ele pode usar marcas de articulação ou de acentuação.
Notas ligadas entre si de forma a produzirem um único som (um único sopro em um instrumento de sopro ou uma única arqueada em um instrumento de corda) formam um som legato ou ligado. São como as palavras de uma frase. Várias dessas palavras muito próximas entre si formam uma frase. Em geral, as frases são separadas por pausas ou cesuras, momentos em que o som cessa completamente, permitindo que o músico ou cantor respire. Na imagem à esquerda temos uma frase curta com apenas três notas, mas podemos notar como as duas primeiras estão ligadas entre si (como uma palavra), e essa célula está ligada à próxima nota formando a frase. Em uma partitura real, o fraseado teria ainda as marcas de acentuação, que indicam como cada nota deve ser tocada. Por exemplo, o staccato - um ponto sobre/sob a nota - indica que esta deve ser totalmente separada (destacada) das precedentes e seguintes.  Ou o tenuto - um traço sobre/sob a nota - que indica que esta deve ser tocada por toda a sua duração. Isso faz com que ela fique quase ligada às vizinhas.
A imagem abaixo mostra o solo de trompa do segundo movimento da 5.ª Sinfonia de Tchaikovsky. Esse é um bom exemplo do conjunto das marcas de expressão. Aqui está presente uma indicação geral de expressão: dolce con molto espress. que significa que o solo deverá ser executado de forma suave, com muita expressão e marcações de fraseado (ligaduras, destacados, tenutos e marcados). Note como cada frase é ritmicamente semelhante à seguinte. As durações se repetem com pequenas variações melódicas. Também é possível perceber que em cada frase a intensidade cresce até um ponto de clímax (mf) e diminui novamente até uma menor intensidade (p).